# Sint-Joriskerk in Jendovo
De Sint-Joriskerk in Jendovo (Russisch: Храм Великомученика Георгия Победоносца в Ендове; letterlijk: Sint-Joris de Zegevierende-kerk in de Vallei) is een orthodox kerkgebouw in de wijk Zamoskvoretsje in het centrum van de Russische hoofdstad Moskou.

## Geschiedenis
De kerk werd gebouwd in 1653 in Jendovo (Jendovo betekent keteldal), een door tuinders bewoonde nederzetting, op de plaats van een oudere 16e-eeuwse houten kerk. Het hoofdaltaar van de kerk werd gewijd aan de geboorte van de Moeder Gods. De rechter kapel werd gewijd aan de heilige Joris, de naamgever van de kerk, en de noordelijke kapel aan de heilige Nicolaas.
Zware overstromingen in 1729 spoelden de grond onder de kerk weg en beschadigden de fundamenten van de refter en de klokkentoren. Herbouw volgde in de jaren 1729-1730. In de herfst van 1786 werd de klokkentoren opnieuw door een overstroming getroffen. Een nieuwe, vrijstaande toren in de stijl van het classicisme werd in 1806 gebouwd.
De brand in 1812 beschadigde de muren van de Joriskerk en het interieur, maar tegen het eind van de jaren 30 van de 19e eeuw werd de kerk gerestaureerd.
Tijdens de Eerste Wereldoorlog werd de kerk ingericht als ziekenboeg. Het kerkgebouw werd in 1935 door de autoriteiten gesloten voor de eredienst. Na de ontheiliging werd het gebouw gebruikt door verschillende organisaties. In de jaren 1958-1962 volgde een restauratie, de refter kreeg daarbij de oude vorm terug van voor de verwoestende overstroming van 1729.
De Joriskerk werd op 16 juni 1992 bij besluit van Zijne Heiligheid patriarch van Moskou en heel Rusland Alexius II een metochion (parochiekerk) van het Solovetski-klooster. De eerste liturgieviering vond in 1993 plaats tijdens het geboortefeest van de Heer.

## Afbeeldingen

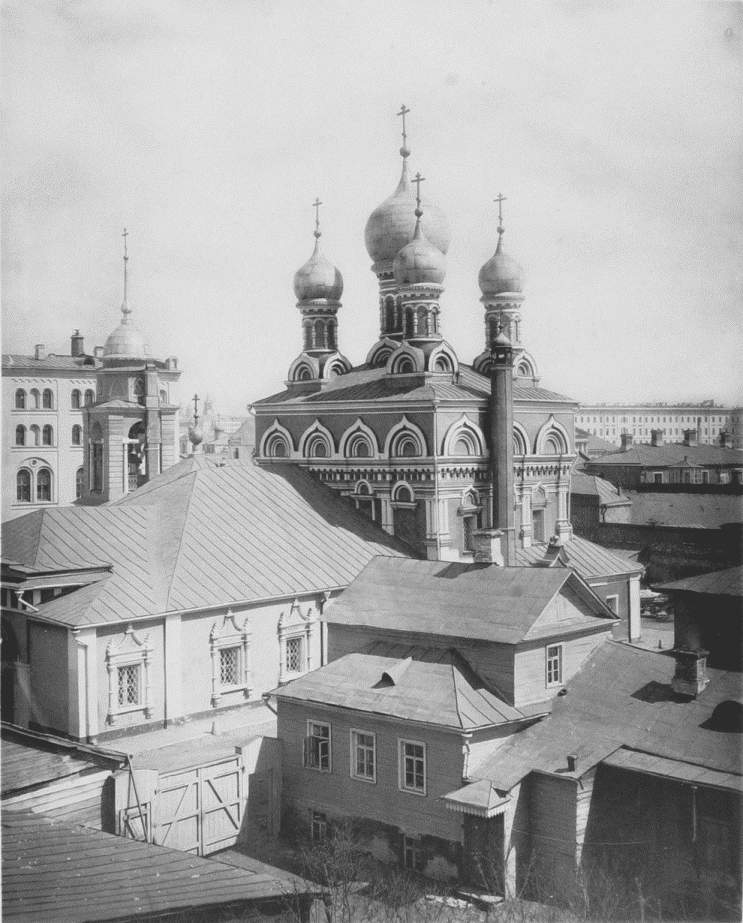
De kerk in 1883
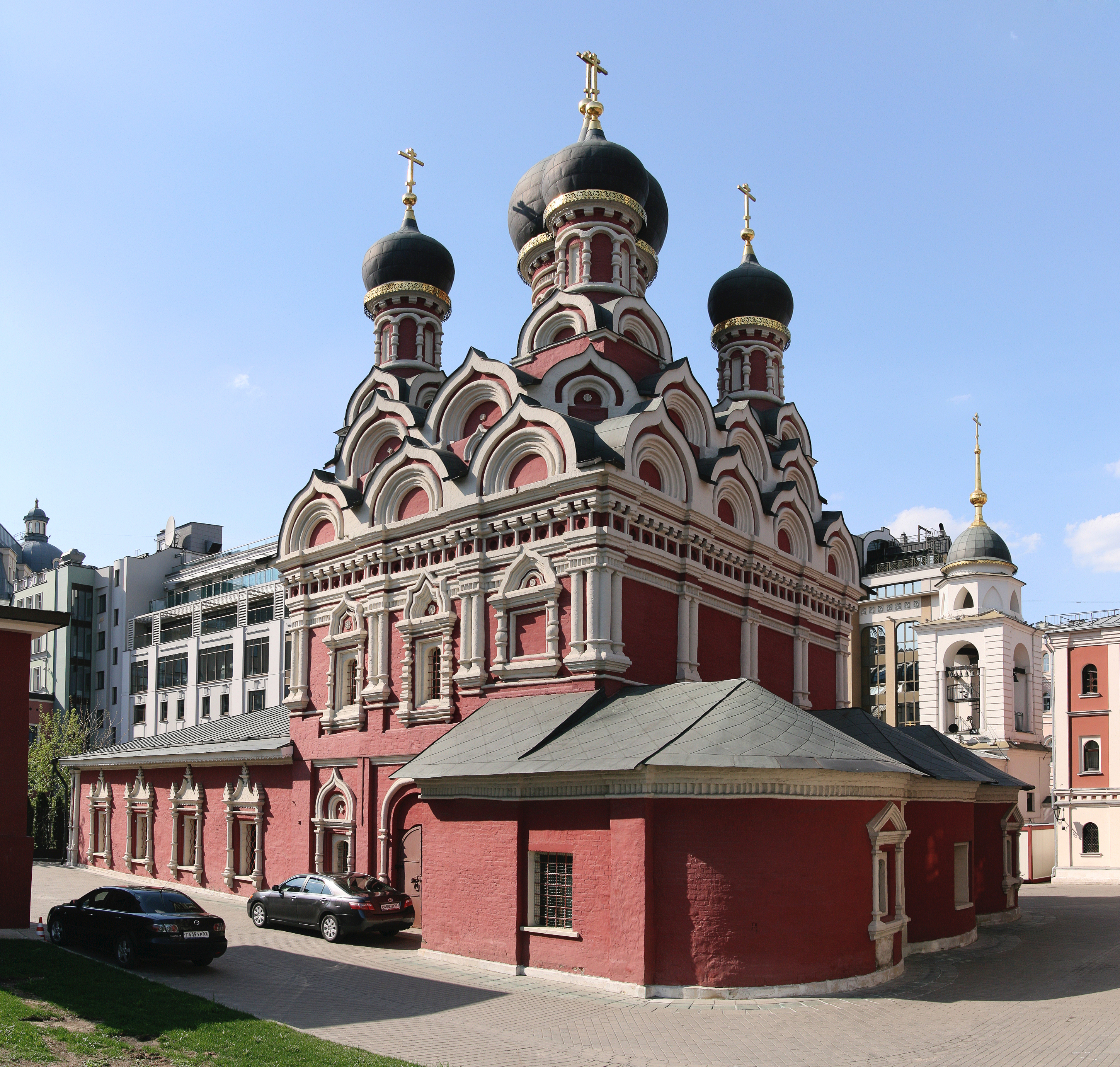
De kerk vanuit het zuidoosten
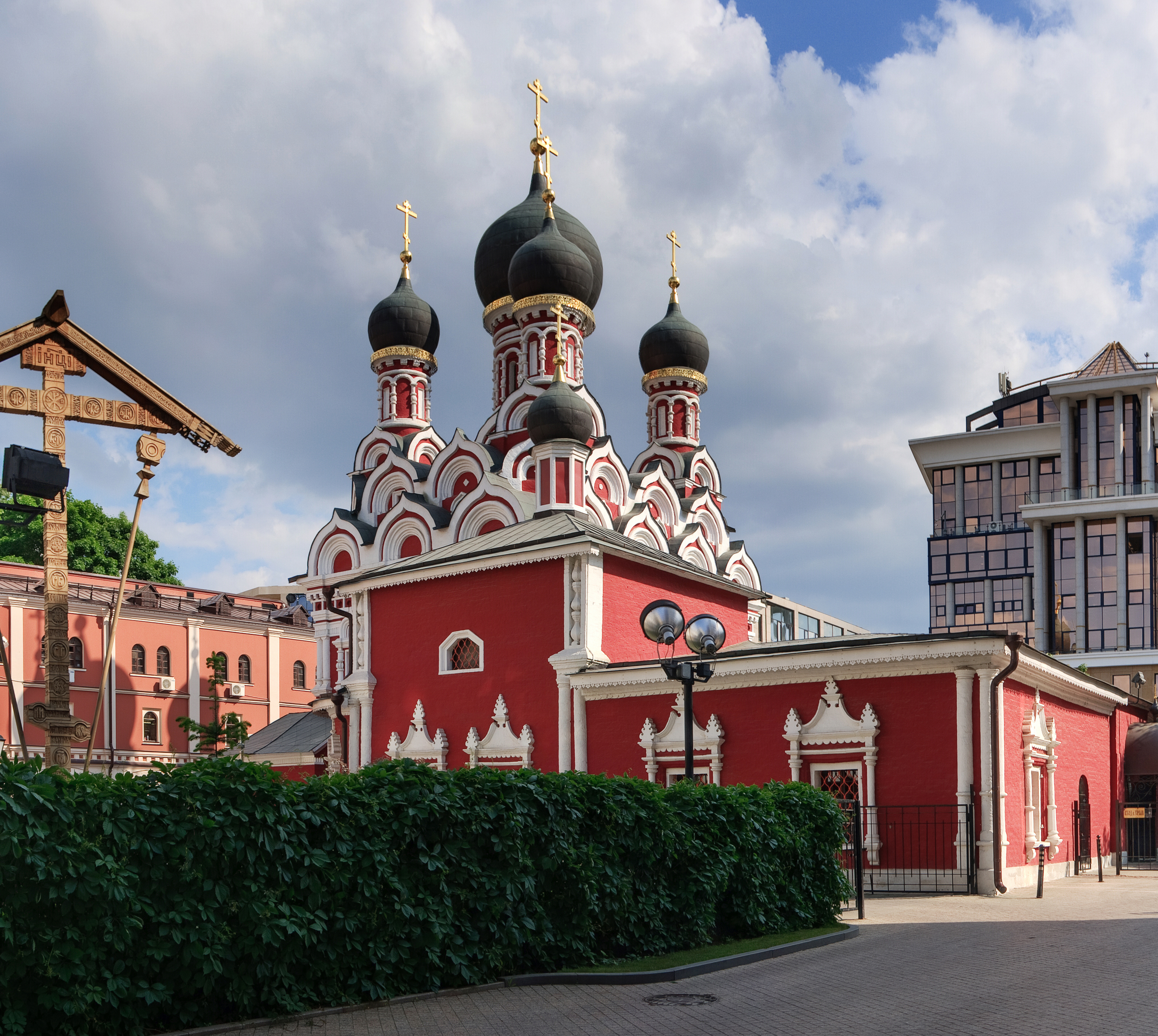
De kerk vanuit het noordwesten
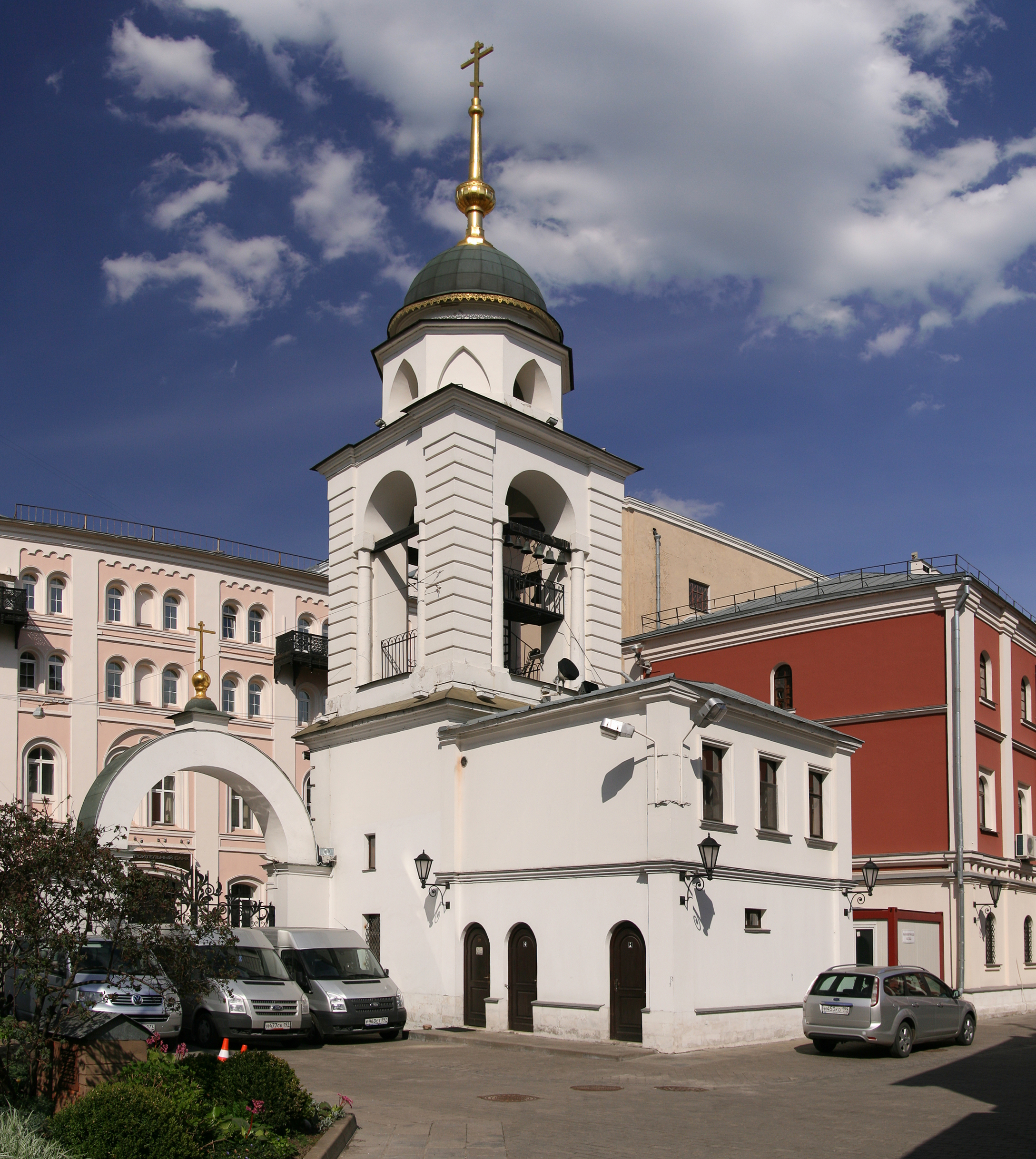
Kerktoren